# Chiesa del Carmine (Gallipoli)
La chiesa del Carmine, sede della Confraternita di Maria Santissima del Monte Carmelo e della Misericordia, è una chiesa del centro storico di Gallipoli. Disegnata da Vito Donato da Galatone, fu ricostruita tra il 1836 e il 1838.

## Notizie
Originariamente esistevano due chiese in cui officiavano due diverse confraternite: la Confraternita della Madonna della Misericordia e la Confraternita della Beata Vergine del Monte Carmelo. Col passare del tempo il fabbrico inferiore mal sopportava il peso della chiesa superiore, così come difficili erano i rapporti di vicinanza tra le due confinanti Confraternite. Nell'agosto dell'anno 1836 fu demolito il doppio fabbrico e cominciò la riedificazione dell'attuale chiesa del Carmine, aperta al culto il 5 aprile 1838, giovedì di vigilia della festa dei dolori di Maria santissima, sotto la pressione dei fedeli, e intitolata alla “Beata Vergine del Carmine” e la conseguente fusione delle due Confraternite sotto un unico titolo. 
Mentre nelle altre Confraternite aderivano i confratelli secondo corporazioni di mestiere, in questa Confraternita i confratelli confluivano perché spinti dalla devozione alla Madonna del Carmine e alla Madonna Addolorata, e solo per il culto particolare a San Crispino, alcuni artigiani calzolai; si rileva da un verbale in data 1º aprile 1824 “che nella Confraternita sono ben rappresentati i tre ceti sociali, cioè Galantuomini, Civili ed Artigiani; ed è proprio dal patriziato gallipolino che provengono molti degli oggetti sacri più preziosi di cui oggi la Confraternita dispone.

## Architettura
Il semplice prospetto presenta un unico portale d'accesso con timpano spezzato.

L'interno, ad una sola navata quadrata coperta da una volta sorretta da quattro robuste colonne, termina con un presbiterio, profondo circa 5 m, fiancheggiato dal coro ligneo per i confratelli. Sulla parete di fondo dell'altare maggiore si ammira una pala raffigurante la scena della Deposizione di Gesù dalla croce, tradizionalmente attribuito a Antonio Ribera. Sulla parete destra della chiesa si trova l'altare dedicato alla Vergine del monte Carmelo, che ospita una tela con la sua raffigurazione. Sulla parete sinistra si trova l'altare con dipinto raffigurante l’Immacolata e santa Lucia. 
La chiesa ospita anche una nicchia contenente il dipinto del Compianto sotto la croce, opera di Giulio Pagliano risalente al 1931.